# Cervonîi Iar, Bârzula
Cervonîi Iar (în ucraineană Червоний Яр) este un sat în comuna Liubașivka din raionul Bârzula, regiunea Odesa, Ucraina.

## Demografie
Componența lingvistică a localității Cervonîi Iar
     Ucraineană (85,77%)
     Română (10,38%)
     Rusă (3,46%)
     Alte limbi (0,38%)
Conform recensământului din 2001, majoritatea populației localității Cervonîi Iar era vorbitoare de ucraineană (85,77%), existând în minoritate și vorbitori de română (10,38%) și rusă (3,46%).